# Alina Junussowna Borodina
Alina Junussowna Borodina (russisch Алина Юнусовна Бородина, wiss. Transliteration Alina Junusovna Borodina; * 2. Februar 2002 in Nischni Tagil) ist eine russische Skispringerin.

## Werdegang
Borodina, die für ihren Heimatverein Aist Nischni Tagil aus der Oblast Swerdlowsk startet, nahm im März 2016 erstmals an den russischen Meisterschaften teil und wurde dabei als jüngste Teilnehmerin Letzte. Am 10. Februar 2018 gab sie im drittklassigen FIS Cup ihr internationales Debüt, als sie in Breitenberg den 17. Platz belegte. Bereits wenige Wochen später in Falun erreichte sie in dieser Wettkampfserie erstmals die Top 10. Bei ihrem Debüt im Continental Cup Mitte September 2018 in Oslo erzielte sie auf Anhieb ihre ersten Punktgewinne, ehe sie zu Beginn des Winters als Achte in Notodden ihr erstes Resultat unter den besten Zehn im Continental Cup feiern konnte. Am 16. März 2019 gab Borodina im Rahmen der Blue Bird Tour in Nischni Tagil ihr Debüt im Weltcup, verpasste allerdings die Punkteränge als Vierzigste deutlich.
Zum Auftakt in den Sommer 2019/20 verfehlte sie in Schtschutschinsk mit einem vierten und einem fünften Rang nur knapp ihre erste Podestplatzierung im Continental Cup. Im restlichen Saisonverlauf konnte sie an diese Leistungen nicht mehr anschließen. Beim Saisonhöhepunkt, den Olympischen Jugend-Winterspielen 2020 in Lausanne, belegte Borodina den 18. Platz im Einzel. Zum Saisonabschluss gewann Borodina sowohl im Team als auch im Mixed-Team ihre ersten beiden Bronzemedaillen bei russischen Meisterschaften. Im Sommer 2021 debütierte Borodina in Tschaikowski im Grand Prix, der höchsten Wettkampfserie im Sommer. Am ersten Wettkampftag sprang sie auf den 30. Rang und gewann so einen Punkt.

## Statistiken

### Grand-Prix-Platzierungen
| Saison | Platz | Punkte |
| ------ | ----- | ------ |
| 2021   | 55.   | 001    |

### Continental-Cup-Platzierungen
| Saison  | Sommer | Sommer | Winter | Winter | Gesamt | Gesamt |
| Saison  | Platz  | Punkte | Platz  | Punkte | Platz  | Punkte |
| ------- | ------ | ------ | ------ | ------ | ------ | ------ |
| 2018/19 | 29.    | 007    | 17.    | 110    | 20.    | 117    |
| 2019/20 | 16.    | 095    | 40.    | 022    | 28.    | 117    |
| 2020/21 | —      | —      | 21.    | 019    | 21.    | 019    |
| 2021/22 | —      | —      | —      | —      | 75.    | 029    |